# 9375 Omodaka
A 9375 Omodaka (ideiglenes jelöléssel 1993 HK) a Naprendszer kisbolygóövében található aszteroida. Endate K. és Vatanabe Kazuró fedezte fel 1993. április 16-án.